# リヨン歴史地区
リヨン歴史地区（―れきしちく）は、フランス南東部、メトロポール・ド・リヨンの県庁所在地リヨン市内西部に位置する。ソーヌ川沿いにある、石畳の街並みの残る旧市街（Vieux Lyon）からクロワ・ルースにかけての地区で、1998年12月、ユネスコの世界遺産（文化遺産）に登録された。

## 主な名所

### ベルクール広場
ベルクール広場 (La place Bellecour) はローヌ川とソーヌ川にはさまれた市の中心部にある。ヨーロッパでもっとも大きな広場のひとつで、東西 300m、南北 200m の長方形。1715年以来、周囲をマロニエ並木と道路で縁取られている。さまざまなイベントの会場にもなる。地下は駐車場になっている。
中央にはルイ14世像が立ち、南東隅にはリヨン市の旅行者向けインフォメーションセンターが、それと対象位置の南西隅には同型の建物（平屋作り）があり、絵やポスターの展覧会等の催し物が不定期に開催される。また、日曜日には広場の南西隅に小さな切手市が立ち、ペット市や子犬の里親捜しが共催されることもある。
広場の南西隅、道路を挟んで西側には星の王子さまと作者のサン＝テグジュペリの像が立っており、そこから遠くないところに、サン＝テグジュペリが生まれたアパルトマンがある。
広場東辺は地下鉄A線（入り口は広場北東隅）が、南辺はD線（入り口は広場南東隅から道路を渡って東側）が走っており、両線の乗換駅である。D線入り口の南側には、中央郵便局があり、その向かい側がアントワーヌ・ポンセ広場である。

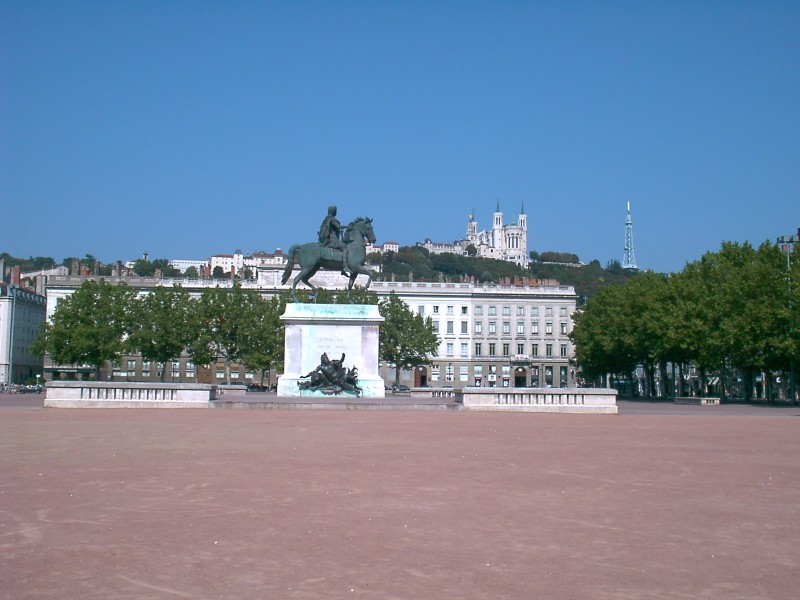
ベルクール広場
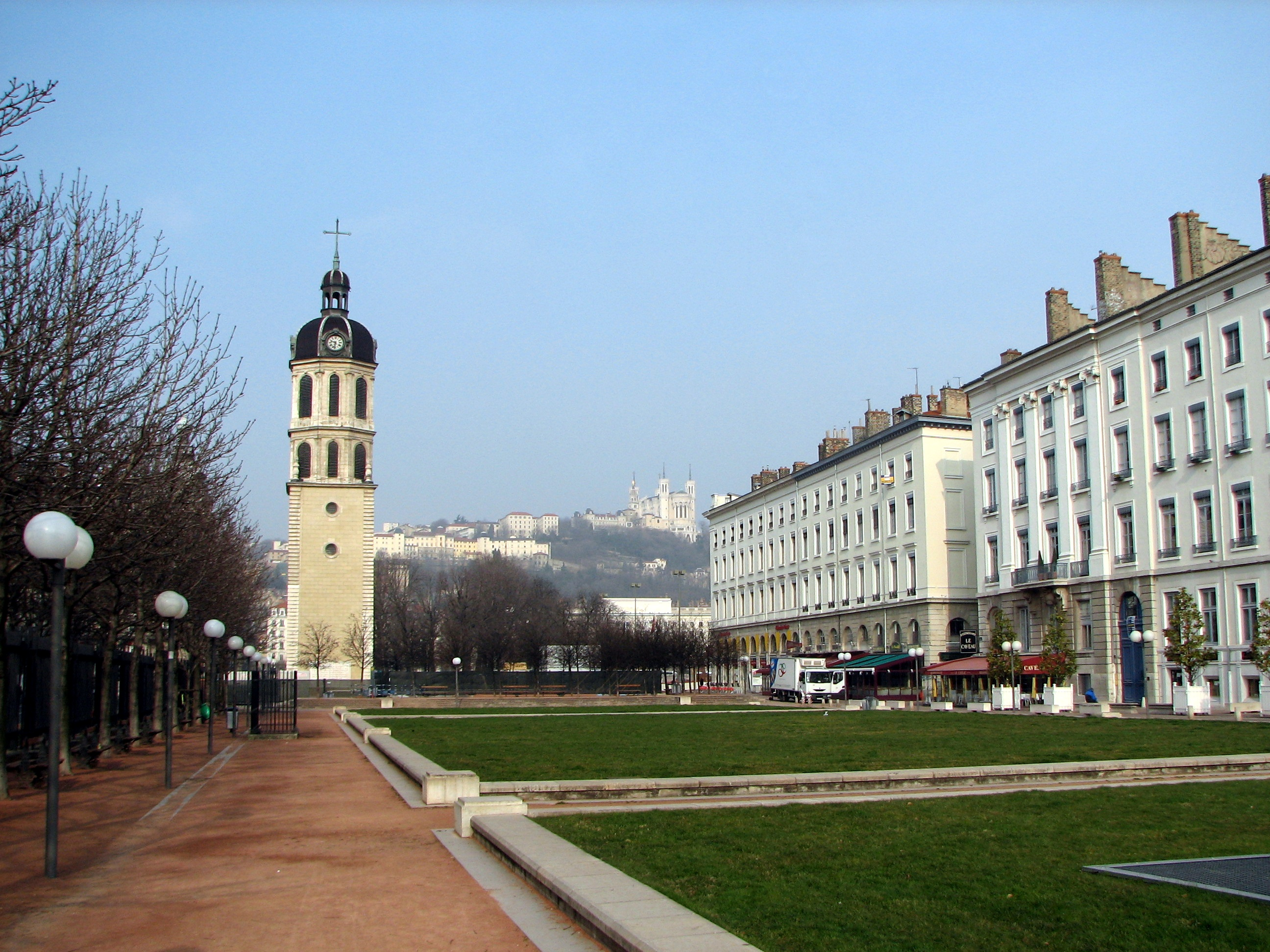
アントワーヌ・ポンセ広場

### リヨン旧市街

#### サン・ジャン大聖堂
サン・ジャン大聖堂 (Primatiale Saint-Jean) はフルヴィエールの丘のふもとにある司教座聖堂。1180年から1480年にかけて建設された。1600年、フランス王アンリ4世がマリー・ド・メディシスと結婚式を挙げたとされている。

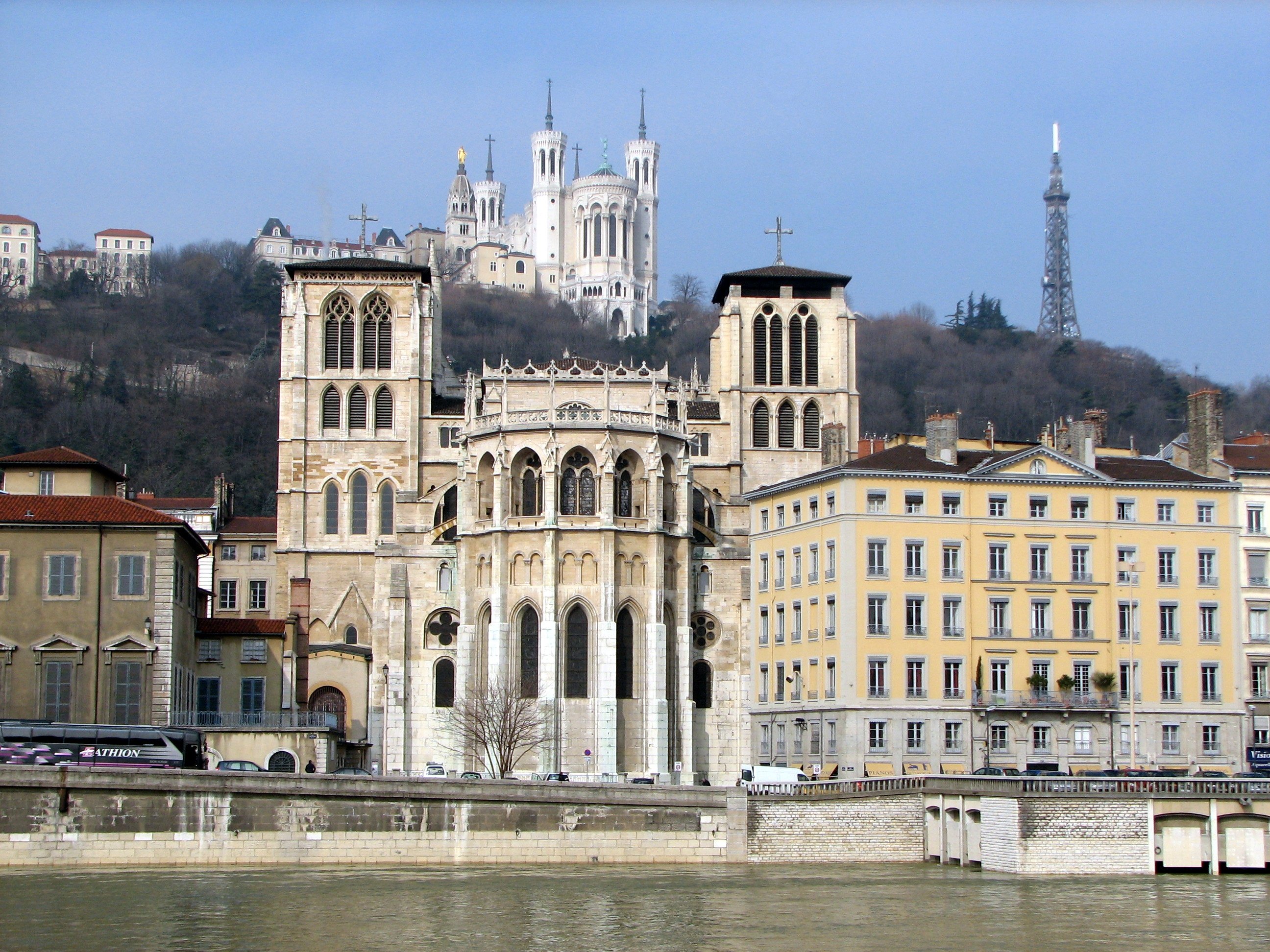
ソーヌ川から見たサン・ジャン大聖堂
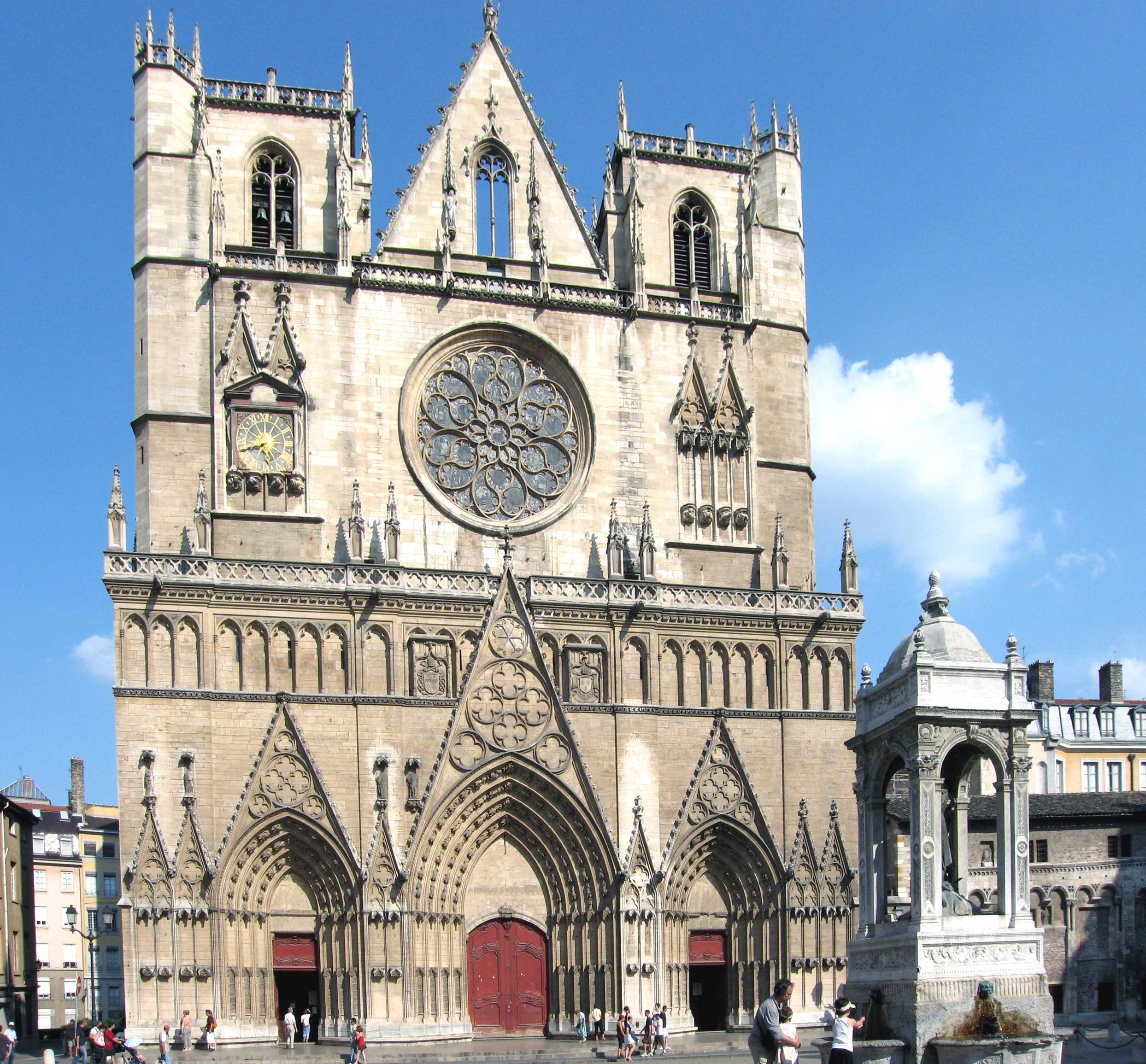
サン・ジャン大聖堂（正面）
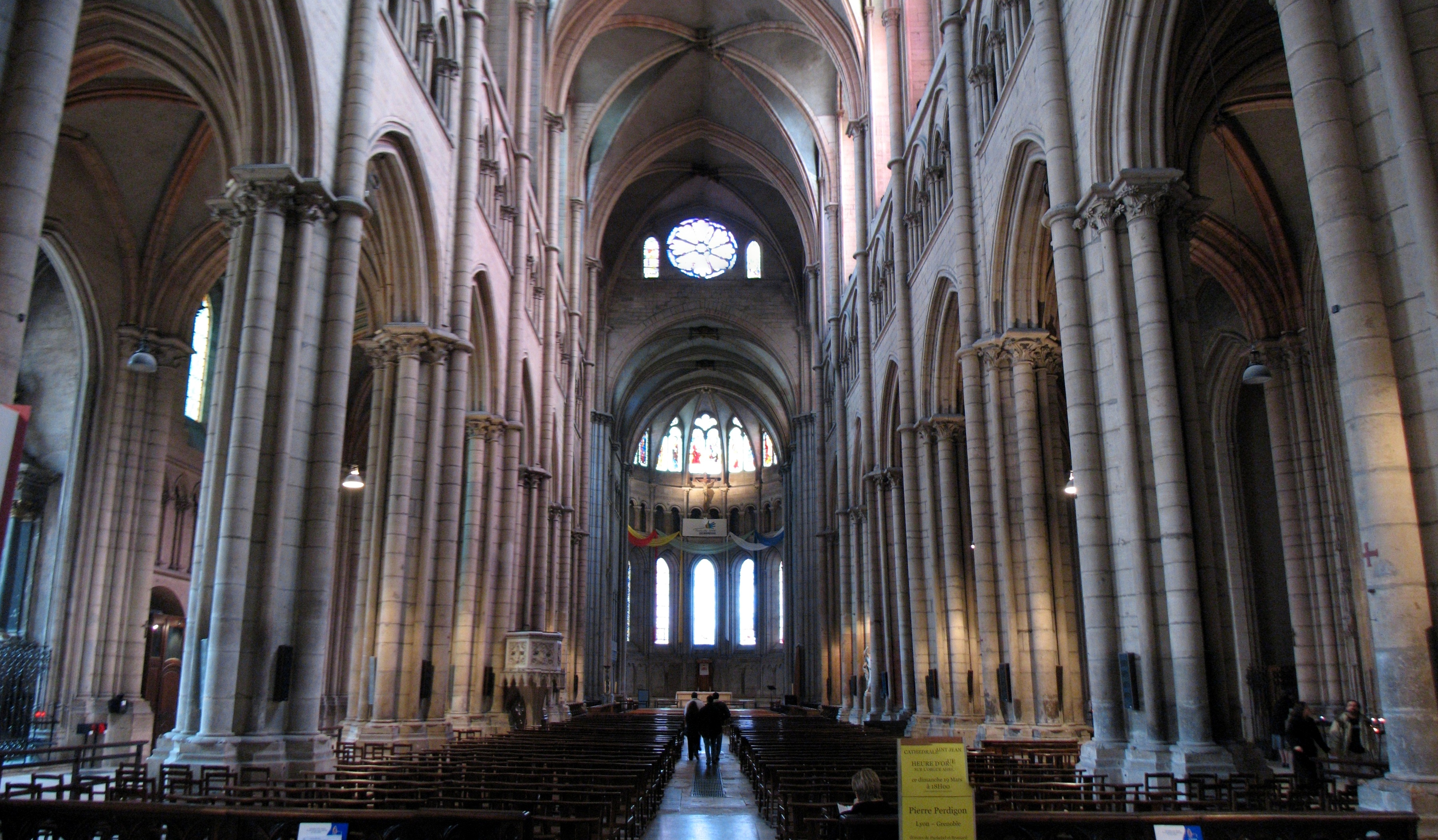
大聖堂内部
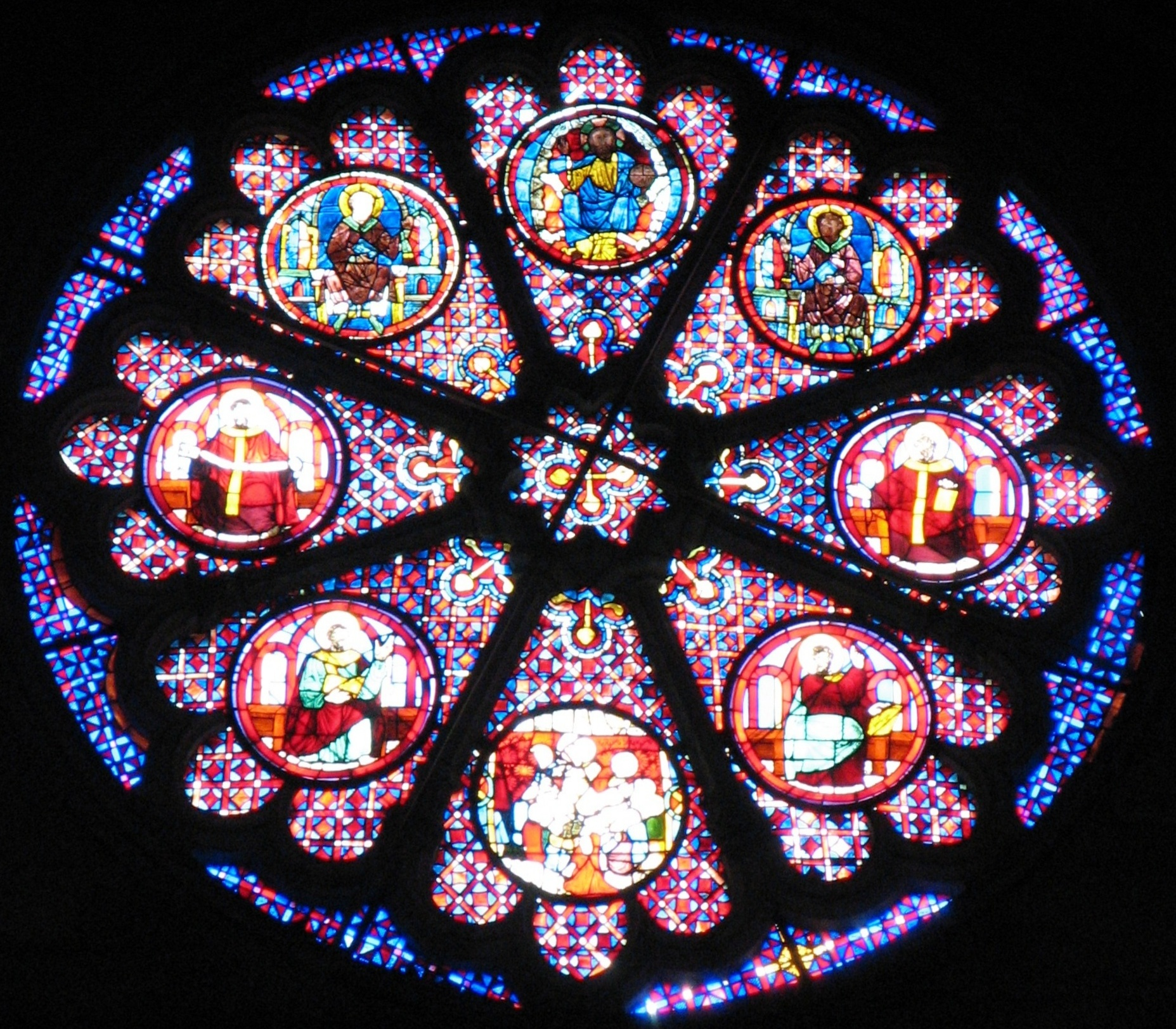
聖堂内のステンドグラス

### フルヴィエールの丘
市中のほとんどの場所から見ることが出来るフルヴィエールの丘。頂上にはノートルダム大聖堂（各地にあるノートルダム聖堂・寺院と区別するため、「ノートルダム・ド・フルヴィエール」と呼ばれる）が聳え立ち、近くにはフランス国内最大級の古代ローマ劇場遺跡がある。
- フルヴィエール大聖堂
フルヴィエール大聖堂 (Basilique de Fourvière) はフルヴィエールの丘の上に建ち、市内のどこからでも見ることができるリヨンの象徴的建物。1872年から1896年にかけて建設されたバシリカ式教会堂である。
- フルヴィエール・古代ローマ劇場
フルヴィエール・古代ローマ劇場 (Théâtres Romains de Fourvière) はフルヴィエール大聖堂から南西へやや下った位置にある古代ローマ時代の劇場。紀元前43年に建設された。現在でも夏季に行われるイベント「フルヴィエールの夜」で、コンサートや演劇の上演に利用される。

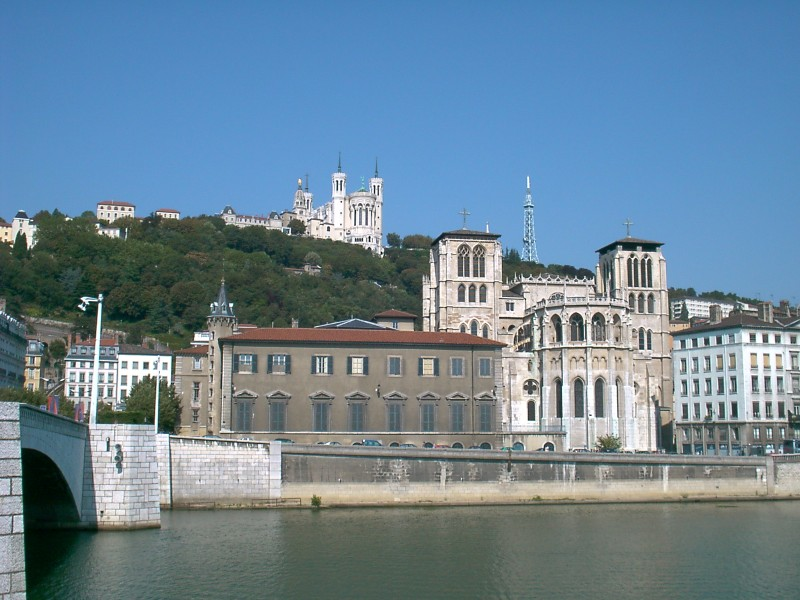
フルヴィエールの丘
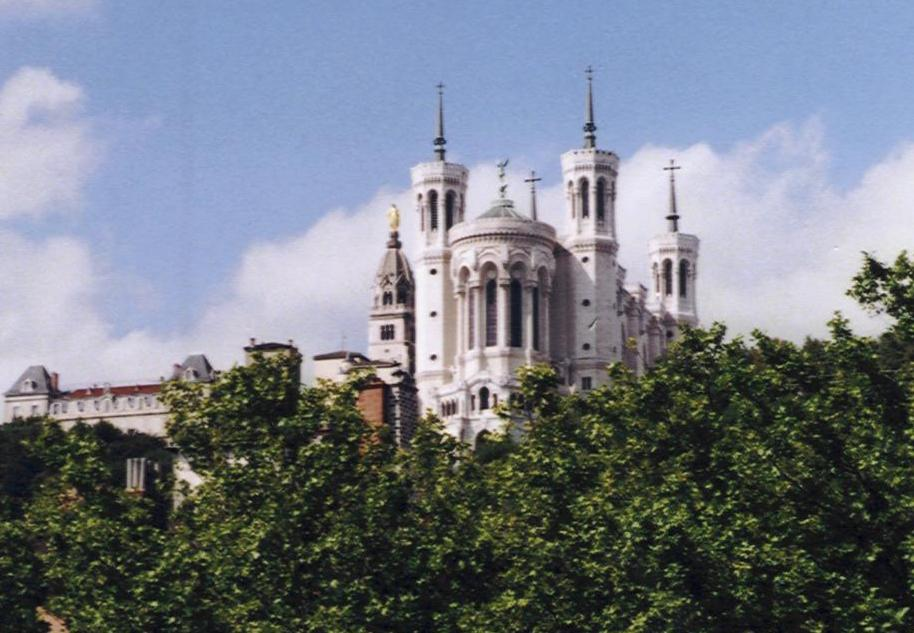
フルヴィエール大聖堂
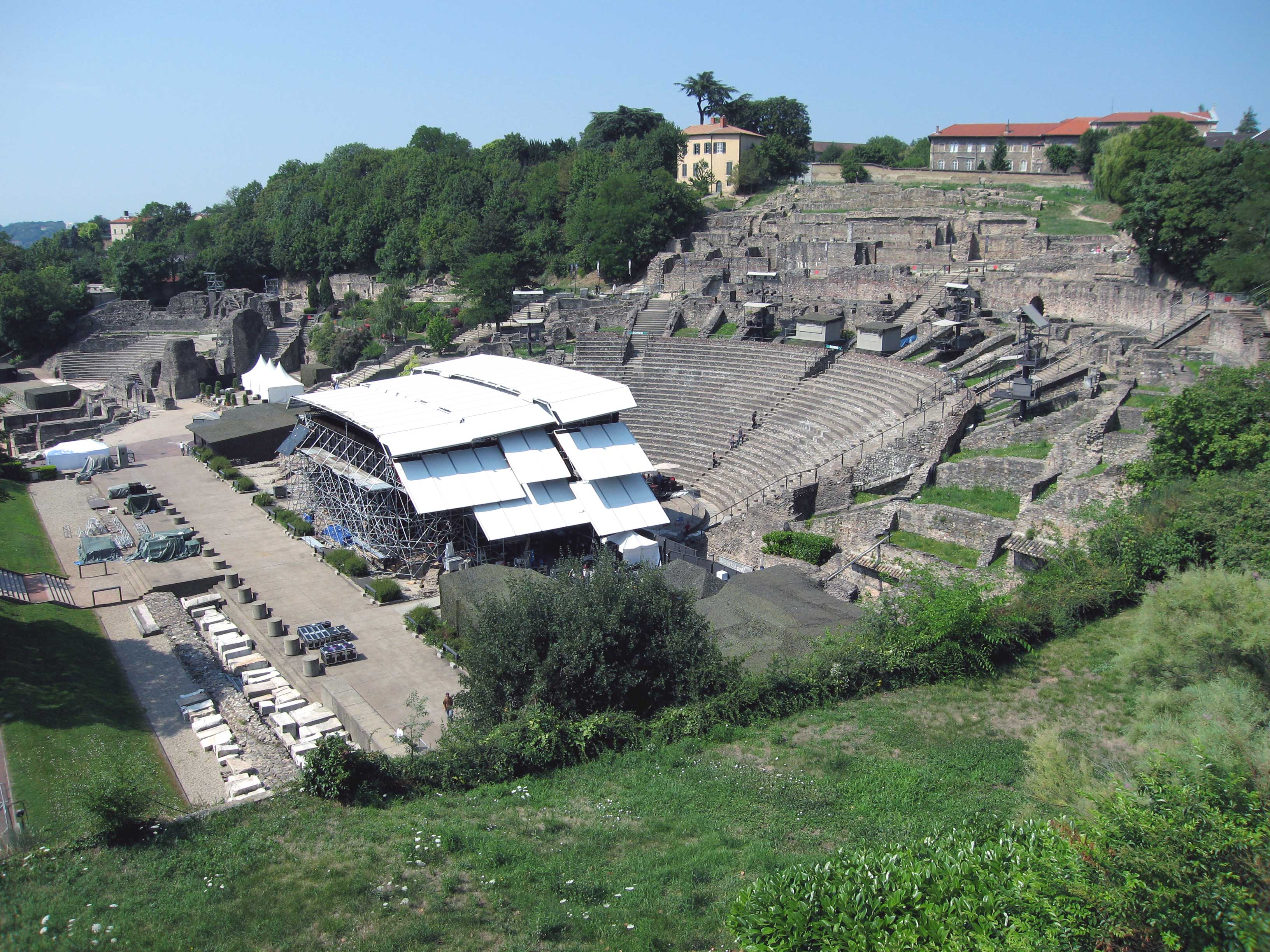
「フルヴィエールの夜」準備中の古代ローマ劇場（大）
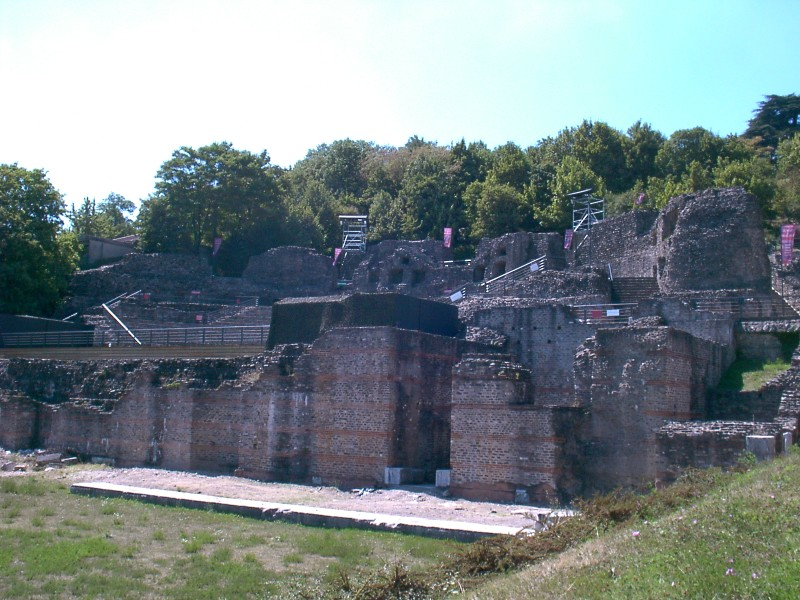
フルヴィエール・古代ローマ劇場（小）

### ロゼール庭園
ロゼール庭園(Jardins du Rosaire)は旧市街とフルヴィエール大聖堂の間に位置する25,000m2の庭園。

### テロー広場
テロー広場 (La place des Terreaux) は市庁舎横にある広場で、フレデリク・バルトルディ作の噴水がある。夜には、たくさんの噴水がイルミネーションで飾られる。
通りを隔てた反対側にはリヨン美術館(Musée des Beaux Arts)がある。

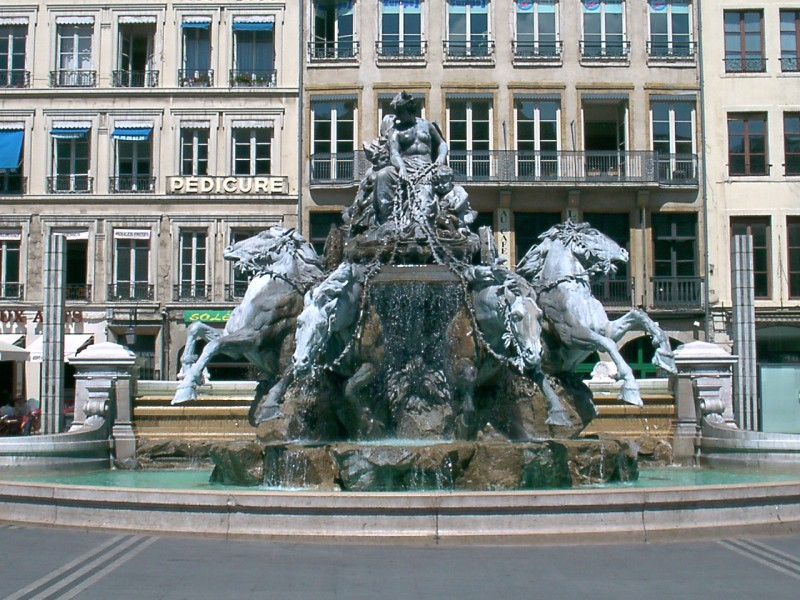
テロー広場、バルトルディ作の噴水
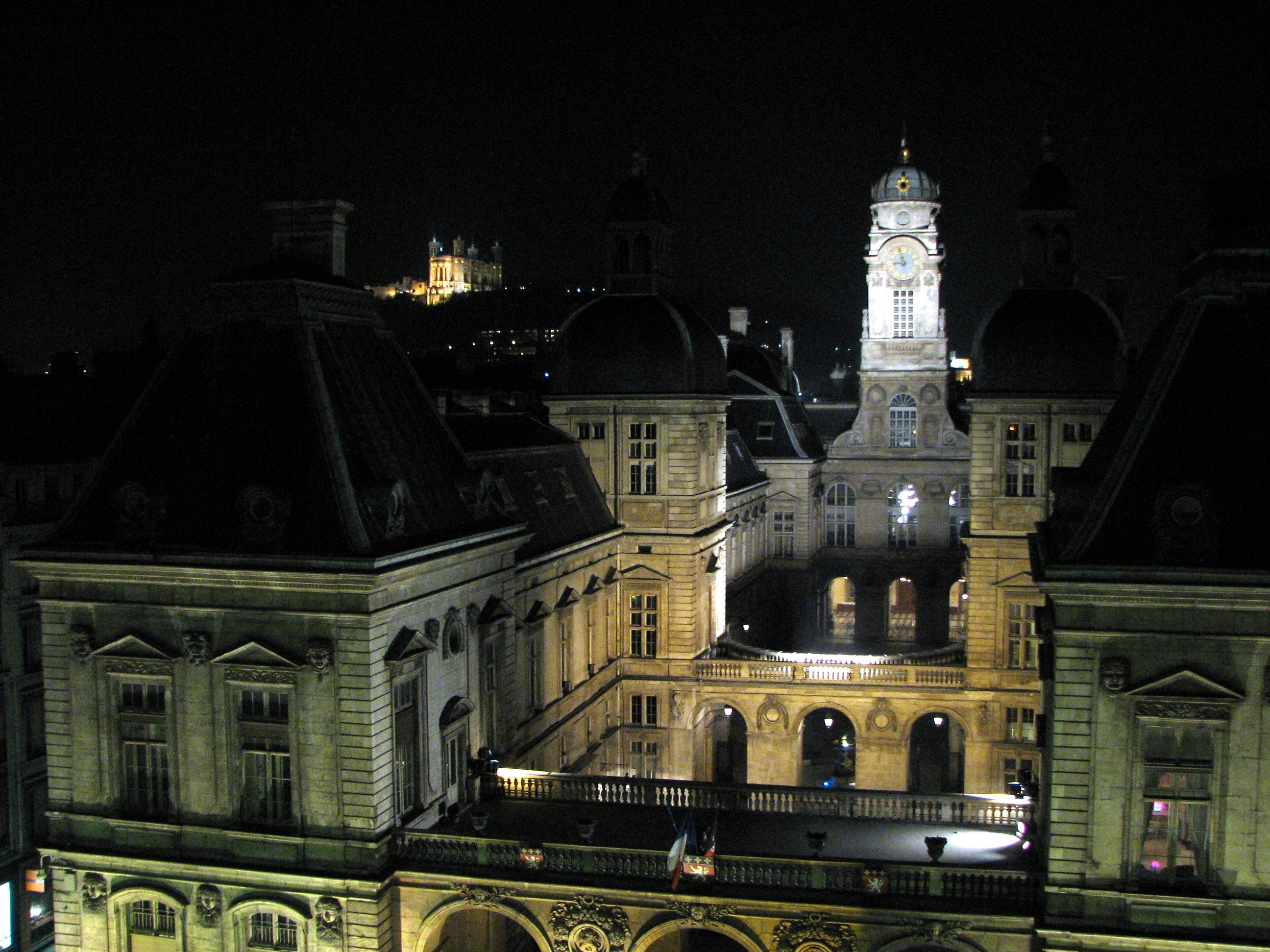
夜の市庁舎

### サン・ニジエ教会
サン・ニジエ教会(Église Saint-Nizier)は14世紀から15世紀にかけて建設された。

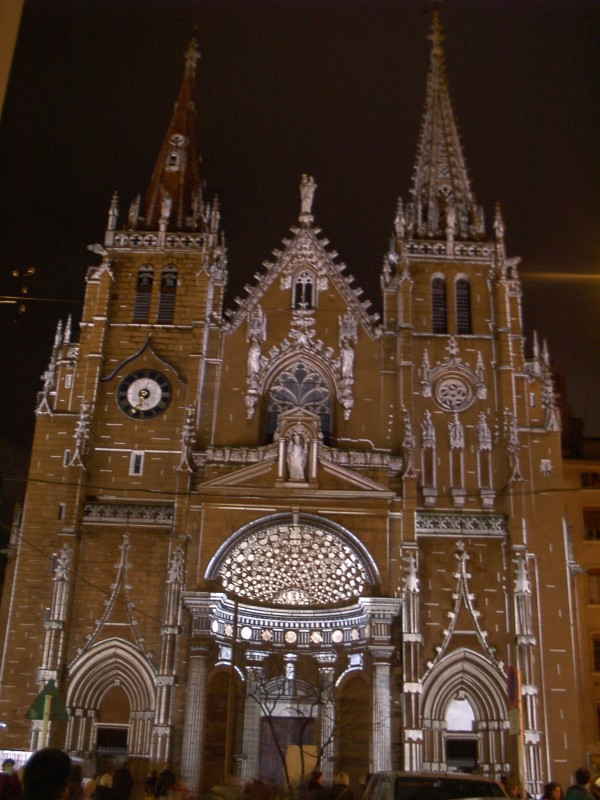
光の祭典でライトアップされたサン・ニジエ教会

### クロワ・ルース
クロワ・ルース(Croix-Rousse)は古くから絹織物の盛んな地区で、織機向けの高い天井を持った建物が立ち並ぶ。トラブール(Traboule)と呼ばれる小さな通路がそこかしこに見られるが、絹織物を運ぶ途中でデザインを盗用されないよう、人目を避けるために作られたとされる。また、迷路のようなトラブールを持つこの地区は、第二次世界大戦中、レジスタンスの活動の場としても使われた。

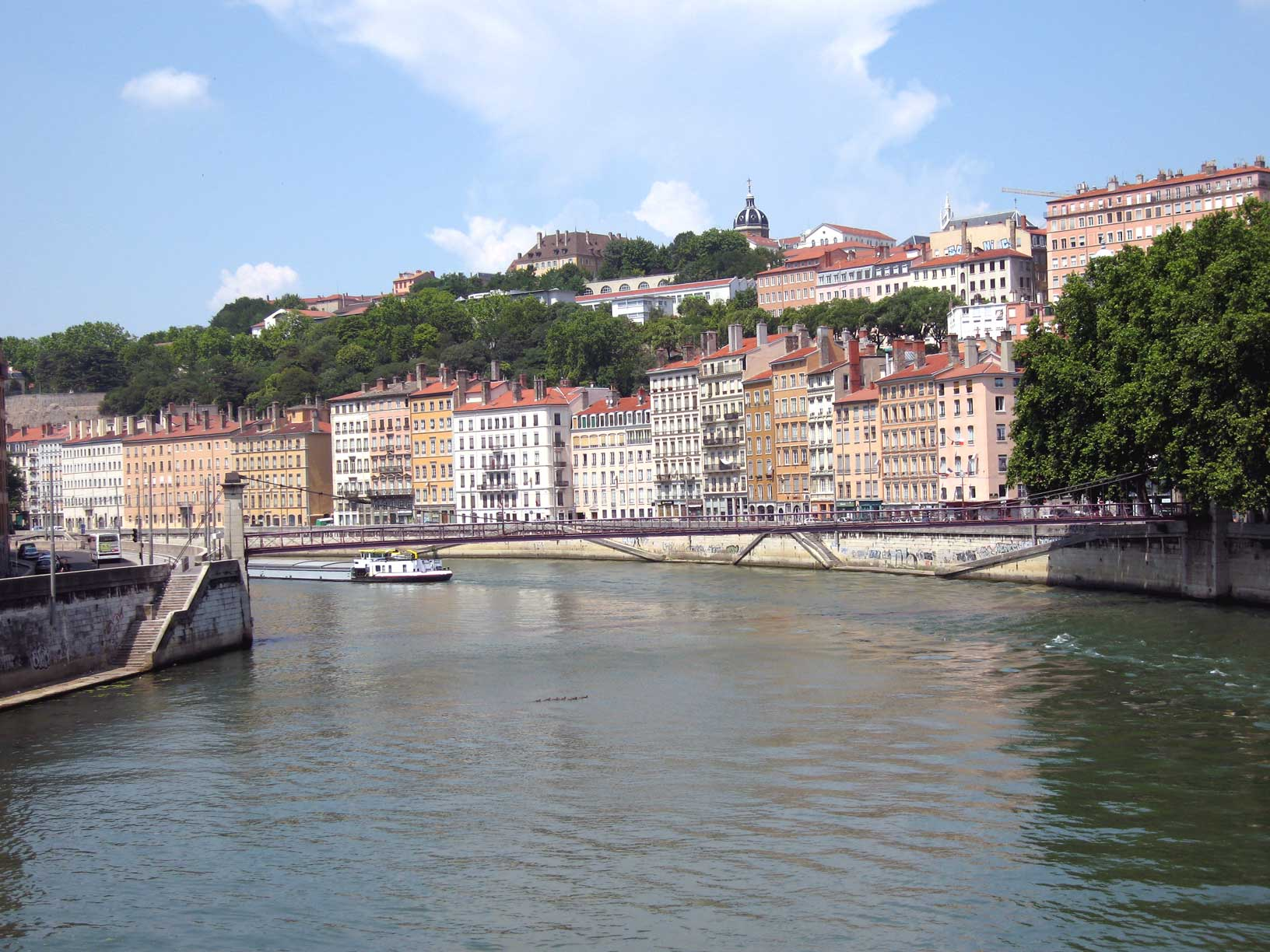
クロワ・ルースの丘
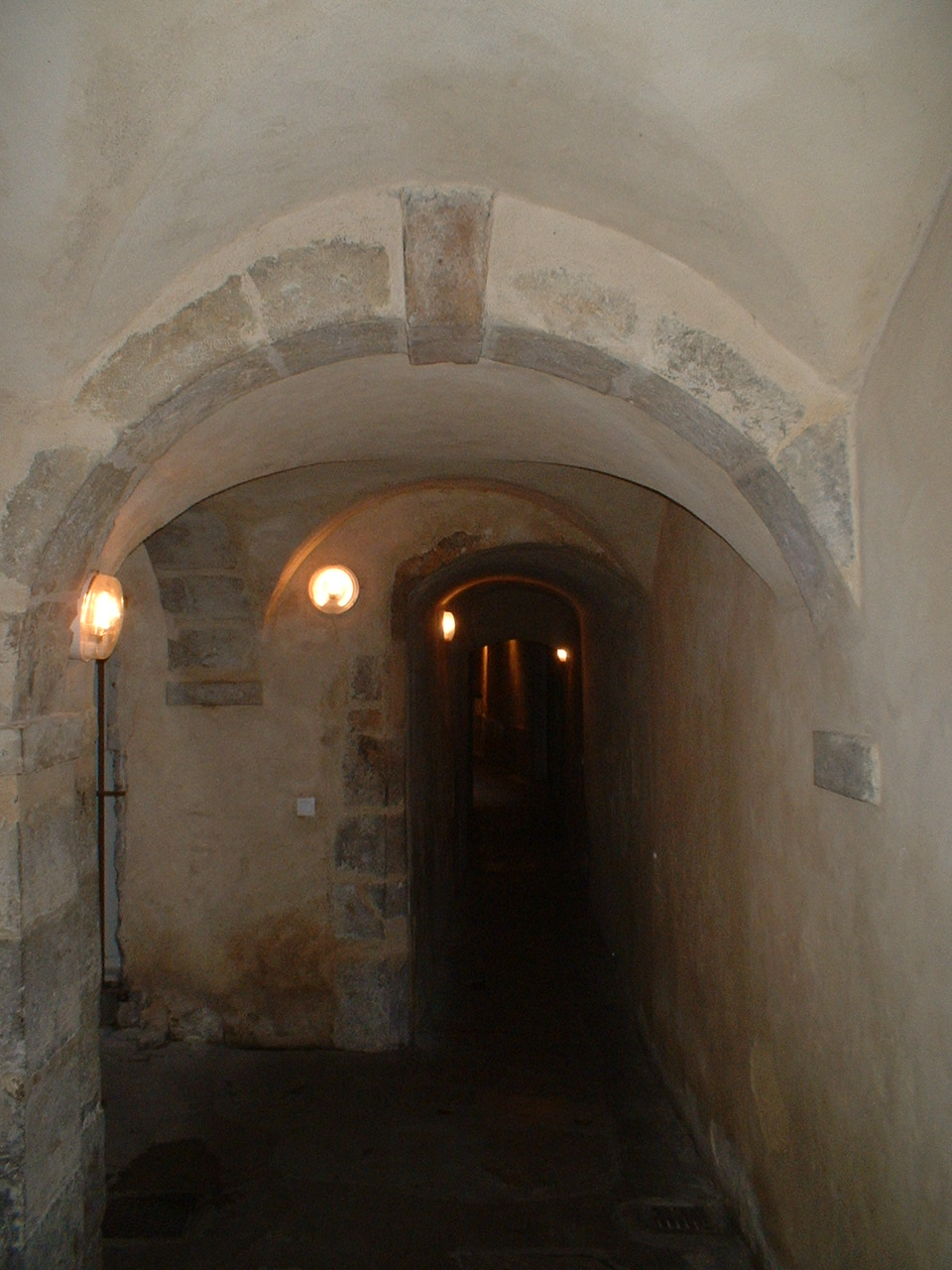
トラブール
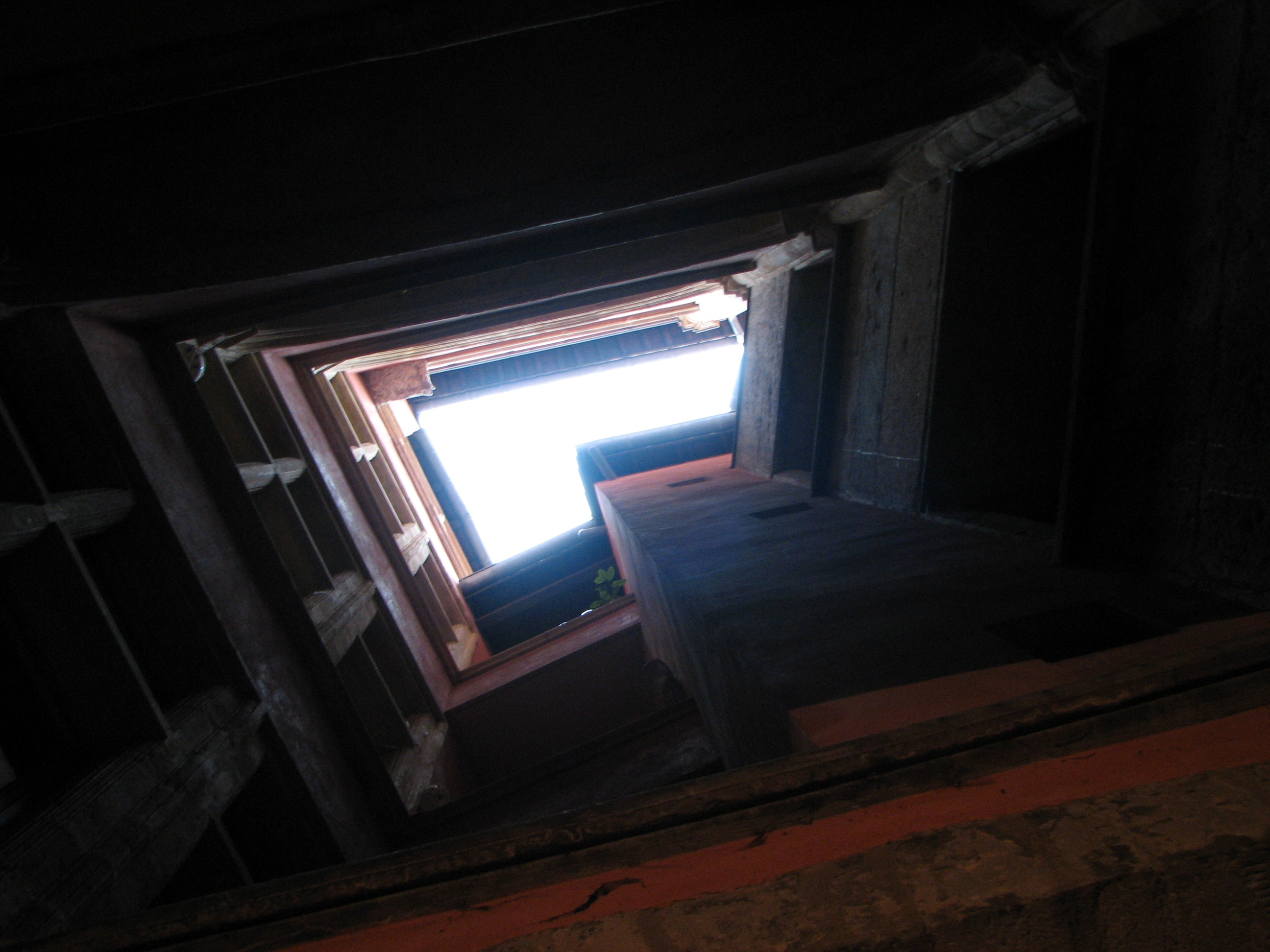
トラブールから空を見上げたところ

## 登録基準
この世界遺産は世界遺産登録基準のうち、以下の条件を満たし、登録された（以下の基準は世界遺産センター公表の登録基準からの翻訳、引用である）。
- (2) ある期間を通じてまたはある文化圏において、建築、技術、記念碑的芸術、都市計画、景観デザインの発展に関し、人類の価値の重要な交流を示すもの。
- (4) 人類の歴史上重要な時代を例証する建築様式、建築物群、技術の集積または景観の優れた例。